# Marci (Mondkrater)
Marci ist ein kleiner Einschlagkrater auf der Rückseite des Erdmondes.
Er liegt etwa einen Kraterdurchmesser westlich des auffallenden Kraters Jackson innerhalb des hellen Strahlensystems, das diesen umgibt. Im Nordwesten zeichnet sich der größere Krater Fitzgerald ab.
Der Kraterrand der schüsselförmigen Formation von Marci ist annähernd kreisförmig mit leichten Ausbuchtungen im Süden und Norden. Die Kraterinnenwände bestehen aus unstrukturierten Abhängen, die zum Kraterboden hin abfallen. Dieser Kraterboden nimmt in etwa den halben Durchmesser des Kraters ein.
| Buchstabe | Position            | Durchmesser | Link |
| --------- | ------------------- | ----------- | ---- |
| B         | 24,61° N, 166,6° W  | 24 km       |      |
| C         | 23,66° N, 165,87° W | 24 km       |      |